# Dicrostonyx vinogradovi
Dicrostonyx vinogradovi е вид бозайник от семейство Хомякови (Cricetidae).

## Разпространение
Видът е разпространен в Русия.